# Castello di Pirou
Il castello di Pirou è una vecchia roccaforte di epoca normanna datata XII secolo che ha subito forti rimaneggiamenti durante il XVII secolo. Sorge nel comune di Pirou, nel Cotentin, nel Dipartimento della Manica. Il castello è stato recentemente ristrutturato nel 1968 e nel 1994 sotto la direzione dell'abate Marcel Lelégard.
Il castello fa parte dei monumenti storici della Francia dal 1968.

## Storia
Un primo arrangiamento della fortezza fu eretto in legno, poi trasformato in pietra durante il XII secolo dai primi Signori di Pirou che diedero il nome al villaggio dopo il 1100. Intorno al 1050 il primogenito di Tancredi d'Altavilla, Serlone prese in moglie la figlia del Signore di Pirou.
Guillaume de Pirou, siniscalco reale del re d'Inghilterra, nel 1120 muore nel naufragio della Nave Bianca insieme a Guglielmo Adelin, legittimo successore del re Enrico I e suo erede unico al trono d'Inghilterra.
Grazie al matrimonio tra Luce de Pirou con la famiglia "de La Haye" d'un lignaggio più importante, sposando Roberto nel 1319, già Signore di Néhou. Il feudo passo poi nel XV secolo alla famiglia "Du Merle" e poi a quella dei "De Bois".

## Leggenda
Il castello è sede di una famosa leggenda normanna, senza dubbio la più antica del Cotentin. Si narra che assediata dai Normanni, i Signori di Pirou chiesero aiuto al mago del villaggio, il quale grazie ad un misterioso libro di pozioni magiche, li trasformò in oche per proteggere la famiglia dall'assalto dei normanni e le fece fuggire nei campi. Ma quando tempo dopo, le oche rientrarono al castello per leggere al contrario la formula magica, si accorsero che il testo era bruciato insieme al castello al fuoco appiccato dai normanni. La storia ricalca la migrazione delle oche selvatiche che avviene ogni anno a marzo nel Cotentin.

## Arte e spettacolo
Nel 2006 le associazioni Magène et Hagdik hanno creato una commedia musicale partendo da questa leggenda, purtroppo il castello non era in buono stato per accogliere la messa in scena che si è svolta nel castello di Flamanville.